# Iván Rodríguez (calciatore)
Iván Rodríguez del Pozo (Alameda, 30 aprile 1996) è un calciatore spagnolo, difensore dell'Antequera.

## Caratteristiche tecniche
È un terzino destro.

## Carriera
Cresciuto nel settore giovanile del Malaga, debutta in prima squadra il 15 aprile 2018 in occasione dell'incontro di Primera División perso 2-1 contro il Real Madrid.
Nel 2020 si trasferisce al Ponferradina, prima in prestito e poi a titolo definitivo.

## Statistiche

### Presenze e reti nei club
Statistiche aggiornate al 14 agosto 2021.
| Stagione        | Squadra         | Campionato      | Campionato | Campionato | Coppe nazionali | Coppe nazionali | Coppe nazionali | Coppe continentali | Coppe continentali | Coppe continentali | Altre coppe | Altre coppe | Altre coppe | Totale | Totale |
| Stagione        | Squadra         | Comp            | Pres       | Reti       | Comp            | Pres            | Reti            | Comp               | Pres               | Reti               | Comp        | Pres        | Reti        | Pres   | Reti   |
| --------------- | --------------- | --------------- | ---------- | ---------- | --------------- | --------------- | --------------- | ------------------ | ------------------ | ------------------ | ----------- | ----------- | ----------- | ------ | ------ |
| 2017-2018       | Malaga          | PD              | 1          | 0          | CR              | 0               | 0               |                    | -                  | -                  |             | -           | -           | 1      | 0      |
| 2018-2019       | Malaga          | SD              | 21         | 0          | CR              | 1               | 0               |                    | -                  | -                  |             | -           | -           | 22     | 0      |
| 2019-2020       | Ponferradina    | SD              | 6          | 1          | CR              | 0               | 0               |                    | -                  | -                  |             | -           | -           | 6      | 1      |
| 2020-2021       | Ponferradina    | SD              | 21         | 1          | CR              | 1               | 0               |                    | -                  | -                  |             | -           | -           | 22     | 1      |
| 2021-2022       | Ponferradina    | SD              | 1          | 0          | CR              | 0               | 0               |                    | -                  | -                  |             | -           | -           | 1      | 0      |
| Totale carriera | Totale carriera | Totale carriera | 50         | 2          |                 | 2               | 0               |                    | -                  | -                  |             | -           | -           | 52     | 2      |